# FIH Pro League femminile 2021-22
La FIH Pro League femminile 2021-22 è la terza edizione del torneo organizzato dalla International Hockey Federation. Il torneo è iniziato il 13 ottobre 2021 e si concluderà il 26 giugno 2022.
Il 17 settembre 2021, sia la Nuova Zelanda che l'Australia si sono ritirate a causa della pandemia di COVID-19 e delle restrizioni di viaggio che ne derivano. India e Spagna hanno aderito il 8 ottobre 2021.

## Formato
Il principio casa-trasferta è stato mantenuto, ma questo principio è stato suddiviso in due stagioni consecutive e funziona secondo il seguente esempio:
- nella stagione precedente 2020-21, la squadra A ha ospitato la squadra B due volte in un paio di giorni.
- nell'attuale stagione 2021-22, la squadra B ha ospitato la squadra A due volte in un paio di giorni.

Se una delle due partite giocate tra due squadre fosse stata annullata, il vincitore dell'altra partita avrebbe ricevuto il doppio dei punti.

## Classifica
| Pos | Squadra       | G  | V  | SOW | SOL | P  | GF | GS | DG  | Pt |
| --- | ------------- | -- | -- | --- | --- | -- | -- | -- | --- | -- |
| 1   | Argentina (C) | 16 | 13 | 0   | 3   | 0  | 43 | 18 | +25 | 42 |
| 2   | Paesi Bassi   | 16 | 10 | 4   | 0   | 2  | 42 | 16 | +26 | 38 |
| 3   | India         | 16 | 8  | 2   | 2   | 4  | 43 | 26 | +17 | 30 |
| 4   | Belgio        | 16 | 9  | 0   | 1   | 6  | 35 | 20 | +15 | 28 |
| 5   | Spagna        | 16 | 5  | 2   | 2   | 7  | 23 | 26 | −3  | 21 |
| 6   | Germania      | 16 | 5  | 1   | 2   | 8  | 30 | 27 | +3  | 19 |
| 7   | Inghilterra   | 16 | 5  | 1   | 1   | 9  | 26 | 45 | −19 | 18 |
| 8   | Cina          | 16 | 3  | 3   | 0   | 10 | 19 | 42 | −23 | 15 |
| 9   | Stati Uniti   | 16 | 1  | 0   | 2   | 13 | 13 | 54 | −41 | 5  |

1. 1 2  India e Spagna sono state entrambe invitate dopo Australia e Nuova Zelanda si è ritirata dalla competizione a causa di problemi correlati al COVID-19.

## Risultati
| Luogo                               | Data                           | Partita     | Partita              | Partita     |
| ----------------------------------- | ------------------------------ | ----------- | -------------------- | ----------- |
| Amsterdam                           | 13-10-2021                     | Paesi Bassi | 2 - 0                | Belgio      |
| Bruxelles                           | 16-10-2021                     | Belgio      | 1 - 0                | Germania    |
| Bruxelles                           | 17-10-2021                     | Belgio      | 3 - 1                | Germania    |
| Amsterdam                           | 28-11-2021                     | Paesi Bassi | 3 - 1                | Belgio      |
| Mascate                             | 31-1-2022                      | Cina        | 1 - 7                | India       |
| Mascate                             | 1-2-2022                       | Cina        | 1 - 2                | India       |
| Valencia                            | 4-2-2022                       | Spagna      | 0 - 1                | Paesi Bassi |
| Valencia                            | 5-2-2022                       | Spagna      | 2 - 2 (2 - 3 d.s.o.) | Paesi Bassi |
| Buenos Aires                        | 12-2-2022                      | Argentina   | 3 - 1                | Belgio      |
| Buenos Aires                        | 13-2-2022                      | Argentina   | 3 - 1                | Belgio      |
| Buenos Aires                        | 19-2-2022                      | Argentina   | 5 - 2                | Inghilterra |
| Bhubaneswar                         | 19-2-2022 rinviato a 8-4-2022  | India       | 2 - 1                | Paesi Bassi |
| Buenos Aires                        | 20-2-2022                      | Argentina   | 5 - 2                | Inghilterra |
| Bhubaneswar                         | 20-2-2022 rinviato a 9-4-2022  | India       | 1 - 1 (1 - 3 d.s.o.) | Paesi Bassi |
| Bhubaneswar                         | 26-2-2022                      | India       | 2 - 1                | Spagna      |
| Bhubaneswar                         | 27-2-2022                      | India       | 3 - 4                | Spagna      |
| Charlotte trasferito a Buenos Aires | 12-3-2022 rinviato a 16-4-2022 | Argentina   | 3 - 1                | Stati Uniti |
| Bhubaneswar                         | 12-3-2022                      | India       | 1 - 1 (1 - 2 d.s.o.) | Germania    |
| Charlotte trasferito a Buenos Aires | 13-3-2022 rinviato a 17-4-2022 | Argentina   | 3 - 0                | Stati Uniti |
| Bhubaneswar                         | 13-3-2022                      | India       | 1 - 1 (3 - 0 d.s.o.) | Germania    |
| Düsseldorf                          | 22-3-2022                      | Germania    | 2 - 2 (0 - 3 d.s.o.) | Spagna      |
| Düsseldorf                          | 23-3-2022                      | Germania    | 3 - 0                | Spagna      |
| Mönchengladbach                     | 26-3-2022                      | Germania    | 2 - 0                | Stati Uniti |
| Mönchengladbach                     | 27-3-2022                      | Germania    | 4 - 0                | Stati Uniti |
| Amsterdam                           | 2-4-2022                       | Paesi Bassi | 3 - 0                | Stati Uniti |
| Bhubaneswar                         | 2-4-2022                       | India       | 5 - 0 Perdita        | Inghilterra |
| Amsterdam                           | 3-4-2022                       | Paesi Bassi | 10 - 0               | Stati Uniti |
| Bhubaneswar                         | 3-4-2022                       | India       | 5 - 0 Perdita        | Inghilterra |
| Chapel Hill                         | 23-4-2022                      | Stati Uniti | 1 - 3                | Inghilterra |
| Chapel Hill                         | 24-4-2022                      | Stati Uniti | 2 - 2 (1 - 3 d.s.o.) | Inghilterra |
| Mönchengladbach                     | 30-4-2022 rinviato a 4-5-2022  | Germania    | 3 - 4                | Inghilterra |
| Mönchengladbach                     | 1-5-2022 rinviato a 5-5-2022   | Germania    | 4 - 1                | Inghilterra |
| Valencia                            | 14-5-2022                      | Spagna      | 0 - 1                | Argentina   |
| Chapel Hill trasferito a Den Bosch  | 14-5-2022 rinviato a 25-6-2022 | Stati Uniti | 0 - 5                | Belgio      |
| Valencia                            | 15-5-2022                      | Spagna      | 0 - 1                | Argentina   |
| Chapel Hill trasferito a Den Bosch  | 15-5-2022 rinviato a 26-6-2022 | Stati Uniti | 0 - 3                | Belgio      |
| Valencia                            | 17-5-2022                      | Cina        | 1 - 3                | Argentina   |
| Valencia                            | 18-5-2022                      | Cina        | 1 - 3                | Argentina   |
| Anversa                             | 20-5-2022                      | Belgio      | 1 - 2                | Spagna      |
| Berlin                              | 21-5-2022                      | Germania    | 1 - 2                | Argentina   |
| Anversa                             | 21-5-2022                      | Belgio      | 3 - 0                | Spagna      |
| Londra                              | 21-5-2022                      | Inghilterra | 1 - 1 (3 - 4 d.s.o.) | Cina        |
| Berlin                              | 22-5-2022                      | Germania    | 1 - 3                | Argentina   |
| Londra                              | 22-5-2022                      | Inghilterra | 1 - 3                | Cina        |
| Nimega                              | 28-5-2022                      | Paesi Bassi | 1 - 1 (4 - 2 d.s.o.) | Argentina   |
| Londra                              | 28-5-2022                      | Inghilterra | 3 - 1                | Spagna      |
| Nimega                              | 29-5-2022                      | Paesi Bassi | 1 - 1 (3 - 2 d.s.o.) | Argentina   |
| Londra                              | 29-5-2022                      | Inghilterra | 0 - 2                | Spagna      |
| Terrassa                            | 4-6-2022                       | Spagna      | 1 - 1 (3 - 4 d.s.o.) | Cina        |
| Londra                              | 4-6-2022                       | Inghilterra | 3 - 1                | Paesi Bassi |
| Terrassa                            | 5-6-2022                       | Spagna      | 4 - 0                | Cina        |
| Londra                              | 5-6-2022                       | Inghilterra | 1 - 2                | Paesi Bassi |
| Anversa                             | 7-6-2022                       | Belgio      | 3 - 1                | Cina        |
| Anversa                             | 8-6-2022                       | Belgio      | 1 - 1 (0 - 2 d.s.o.) | Cina        |
| Anversa                             | 11-6-2022                      | Spagna      | 1 - 1 (4 - 2 d.s.o.) | Stati Uniti |
| Amburgo                             | 11-6-2022                      | Germania    | 2 - 3                | Paesi Bassi |
| Anversa                             | 11-6-2022                      | Belgio      | 2 - 1                | India       |
| Anversa                             | 12-6-2022                      | Spagna      | 3 - 2                | Stati Uniti |
| Amburgo                             | 12-6-2022                      | Germania    | 1 - 3                | Paesi Bassi |
| Anversa                             | 12-6-2022                      | Belgio      | 5 - 0                | India       |
| Rotterdam                           | 18-6-2022                      | India       | 3 - 3 (3 - 2 d.s.o.) | Argentina   |
| Rotterdam                           | 18-6-2022                      | Cina        | 3 - 2                | Stati Uniti |
| Londra                              | 18-6-2022                      | Inghilterra | 2 - 1                | Belgio      |
| Rotterdam                           | 19-6-2022                      | India       | 2 - 3                | Argentina   |
| Rotterdam                           | 19-6-2022                      | Cina        | 1 - 2                | Stati Uniti |
| Londra                              | 19-6-2022                      | Inghilterra | 1 - 4                | Belgio      |
| Rotterdam                           | 21-6-2022                      | Paesi Bassi | 2 - 1                | Cina        |
| Rotterdam                           | 21-6-2022                      | Stati Uniti | 2 - 4                | India       |
| Rotterdam                           | 22-6-2022                      | Paesi Bassi | 6 - 0                | Cina        |
| Rotterdam                           | 22-6-2022                      | Stati Uniti | 0 - 4                | India       |
| Den Bosch                           | 25-6-2022                      | Cina        | 3 - 0                | Germania    |
| Den Bosch                           | 26-6-2022                      | Cina        | 0 - 4                | Germania    |